# Ross Kettle
Ross Kettle (Durban, 19 september 1961) is een Zuid-Afrikaanse acteur en regisseur.
Kettle verrichtte in 1979 hand-en-spandiensten tijdens opnamen voor de film Zulu Dawn in Johannesburg. Daarop toog hij naar Engeland en voltooide zijn theateropleiding. Terug in Durban speelde hij een hoofdrol in de Zuid-Afrikaanse serie 1922.
Halverwege de jaren 80 kreeg Kettle een rol in de soapserie As the World Turns. Van 1987 tot 1989 vertolkte hij de rol van Jeffrey Conrad in Santa Barbara. Daarnaast speelde hij rollen in Murder, She Wrote en Babylon 5.
In 1999 schreef en regisseerde Kettle de film After the Rain, een Zuid-Afrikaans/Amerikaanse coproductie over de apartheidsproblematiek in Zuid-Afrika.
Kettle is getrouwd geweest met actrice Michelle Forbes.
- Biblioteca Nacional de España: XX5107964
- Gemeinsame Normdatei: 1016192266
- International Standard Name Identifier: 0000 0001 2239 2250
- Virtual International Authority File: 172097828
- WorldCat: E39PBJx8yrj6X7qxxxWrxDfTHC